# Stella do Patrocínio
Stella do Patrocínio (Rio de Janeiro, 9 de janeiro de 1941 – Rio de Janeiro, 20 de outubro de 1992) foi uma intelectual, postumamente nomeada poeta brasileira.

## Biografia
Filha de Manoel do Patrocínio e Zilda Francisca do Patrocínio, Stella trabalhava como doméstica na juventude. Aos 21 anos, morava em Botafogo e, em agosto de 1962, quando pretendia tomar um ônibus para chegar à Central do Brasil, foi parada por uma viatura de polícia, na Rua Voluntários da Pátria. Segundo ela, a polícia a levou ao pronto socorro mais próximo, perto da praia de Botafogo. Dali, foi encaminhada ao Centro Psiquiátrico Pedro II, localizado no Engenho de Dentro, dando entrada na instituição em 15 de agosto. Desse modo, passou a ser involuntariamente um "sujeito psiquiatrizado", recebendo o diagnóstico de esquizofrenia.
No dia 3 de março de 1966, foi transferida para a Colônia Juliano Moreira, em Jacarepaguá (a mesma instituição onde Arthur Bispo do Rosário foi internado). Stella passou a ser paciente do núcleo feminino Teixeira Brandão, local onde permaneceu até o dia de sua morte.
Devido ao longo período de internação involuntária em instituições asilares, quase nada se sabe a respeito de sua vida. Os dados são resultado de ações consolidadas na Colônia Juliano Moreira a partir dos anos 1980, período em que a luta antimanicomial brasileira passou a questionar uma série de questões envolvendo saúde mental, psiquiatria e modelos asilares.

## Poética
Em 1986, as psicólogas do Núcleo Teixeira Brandão, Denise Correia e Marlene Sá Freire, tiveram a ideia de criar um ateliê artístico no núcleo, com a finalidade de humanizar aquele espaço e de propiciar distração àquelas mulheres. Para que o ateliê pudesse ser montado, as psicólogas convidaram a professora de artes visuais do Parque Lage, Nelly Gutmacher, pois ela era uma artista plástica que trabalhava com grande diversidade de materiais. Nelly convidou alguns de seus alunos, como Marcio Rolo e Carla Guagliardi, e toda a equipe reativou um antigo galpão no Núcleo, que outrora havia funcionado como quarto para pacientes, passando por períodos de superlotação.
O projeto foi chamado de "Projeto de Livre Criação Artística". Foi ali que Stella do Patrocínio passou a ser entendida como poeta pelo núcleo artístico.
Seu falatório (assim era o modo como Stella se referia ao seu poder de enunciação) chamou atenção da equipe, em especial de Carla Guagliardi, que começou a levar um pequeno gravador em sua bolsa para que suas conversas com Stella fossem registradas. Hoje, esses arquivos de áudio - que totalizam 1 hora, 30 minutos e 49 segundos - estão em formato .mp3 e fazem parte do acervo pessoal de Carla Guagliardi. Esses arquivos são resultado de gravações de caráter intermitente, no período entre 1986 e 1988.
O Projeto de Livre Criação Artística foi encerrado em 1989, por impossibilidade de renovação contratual durante o governo Sarney. Assim, podemos pensar que ele teve um marco de seu fim: algumas das mulheres que frequentaram o ateliê artístico no Núcleo Teixeira Brandão tiveram seus trabalhos expostos no Museu do Paço Imperial, localizado na Praça XV (Centro do Rio), com a exposição "O ar do subterrâneo", organizada por Denise Correia, Marlene Sá Freire, Nelly Gutmacher, Marcio Rolo, Carla Guagliardi e equipe.
As artistas que expuseram seus trabalhos foram: Stella do Patrocínio, Iracema Conceição dos Santos (instalação), Maria Hortência Bandeira da Costa (bonecas), Maria José (desenhos), Carolina Vieira Machado (desenhos), Januária Marta de Souza (desenhos), Simone Faria Maciel (desenhos), todas elas pacientes do Núcleo Teixeira Brandão na Colônia Juliano Moreira. Elas estiveram no Museu do Paço no dia da inauguração da exposição. O Núcleo de Artes, com a coordenação de Denise Correia, conseguiu doações de tecidos e, com os tecidos costurou os vestidos das artistas, para que elas saíssem do espaço manicomial sem os uniformes da instituição.
Ainda que o Projeto de Livre Criação Artística tenha encerrado em 1989, o trabalho de registro do falatório de Stella do Patrocínio continuou, desta vez por uma estagiária de psicologia, de 1990 a 1991, chamada Mônica Ribeiro de Souza. Mônica era voluntária no Núcleo Teixeira Brandão, supervisionada por Denise Correia. Seu trabalho, dentre outras atividades, também consistiu em levantar os dados biográficos daquelas mulheres que tiveram seus trabalhos expostos no Museu. Sabemos os seus nomes completos graças ao trabalho de Mônica. Também sabemos a grafia correta do nome de Stella do Patrocínio (com dois "l"s, não apenas um), também devido ao levantamento de Mônica.
Ela utilizou recursos próprios para percorrer as ruas do Rio de Janeiro procurando por familiares de Stella do Patrocínio. Seu objetivo era "devolver o passado a quem o tinha perdido", recuperar a memória e os laços familiares rompidos devido ao longo tempo de internação manicomial.
Infelizmente, os familiares de Stella do Patrocínio não foram encontrados, mas todo o trabalho de Mônica Ribeiro de Souza foi entregue como Relatório final de estágio ao Museu Bispo do Rosário, incluindo um livro de poesia com transcrições do falatório de Stella do Patrocínio em formato versificado. O livro foi intitulado VERSOS, REVERSOS, PENSAMENTOS e algo mais... (1991).

## Morte
Stella do Patrocínio veio a óbito no dia 20 de outubro de 1992, devido a uma parada cardiorrespiratória depois de sofrer uma amputação na perna. Do Patrocínio tinha diabetes tipo mellitus e carcinoma mamário. Seu corpo foi sepultado como indigente - um fim comum dos pacientes psiquiátricos em instituições públicas, depois de tanto tempo de internação, devido à perda de suas memórias e de seus laços afetivos. Seu corpo foi encaminhado ao Cemitério de Inhaúma. Cinco anos depois de sua morte, teve os restos cremados e dispensados, pois é política da direção do cemitério descartar os corpos cujos parentes não procuraram, retirando-os das gavetas e cremando-os para abrir espaço.

## Legado
Postumamente, em 2001, Viviane Mosé publicou trechos recortados de seu falatório em um livro de poesia intitulado Reino dos bichos e dos animais é o meu nome (Rio de Janeiro: Azougue editorial, 2001). Foram fontes materiais para a consolidação do livro: (1) o livro datilografado por Mônica Ribeiro de Souza; (2) as gravações realizadas por Guagliardi. Reino dos bichos e dos animais é o meu nome foi finalista do Prêmio Jabuti..
Em 2005, o falatório de Stella foi transformado em ópera pelo compositor Lincoln Antonio. Em 2021, a cantora Linn da Quebrada lançou a canção "medrosa - ode à Stella do Patrocínio", um falatório de Stella musicado por Lincoln, em seu álbum Trava Línguas.
O documentário "Stela do Patrocínio - A mulher que falava coisas", dirigido por Marcio de Andrade, traz a voz de Stella do Patrocínio e imagens inéditas. Trata-se de gravações em audiovisual realizadas pelo Projeto de Livre Criação Artística. O filme recebeu prêmio de melhor documentário no festival de cinema de Recife, sendo premiado nos festivais de Santos e Maranhão.   
O Movimento Nacional de Luta Antimanicomial (MNLA) prestou homenagem a Stella do Patrocínio, defendendo que seu falatório é um importante aliado na luta antimanicomial brasileira. A publicação está na página de facebook do MNLA.   
O grupo de samba "Moça Prosa" também já prestou homenagem a Stella, em uma roda de samba organizada no Largo do Rosário, localizado no centro do Rio de Janeiro, em 2018. O grupo "Moça Prosa" é bastante conhecido por homenagear mulheres negras. Nomes como Tereza Cristina e Conceição Evaristo não apenas foram homenageadas pelas sambistas, como também participaram da roda.   